# Bộ Tư lệnh An ninh Quân đội Nhân dân Triều Tiên
Bộ Tư lệnh An ninh Quân đội Nhân dân Triều Tiên (tiếng Hàn Quốc: 보위사령부) là cơ quan phản gián và thanh tra của Quân đội Nhân dân Triều Tiên. Tổng hành dinh Bộ Tư lệnh An ninh Quân đội tọa lạc ở Longbuk-dong, khu Oseong, Bình Nhưỡng, giáp với Đại học Ngoại ngữ Bình Nhưỡng qua một bức tường.

## Lịch sử
Khi Quân đội Nhân dân Triều Tiên được thành lập vào tháng 2 năm 1948, nguồn gốc của Bộ Tư lệnh An ninh Quân đội bắt nguồn từ 'Cục An ninh' (tiếng Hàn Quốc: 안전기관) do tổ chức chống khủng bố thành lập. Trong chiến tranh Triều Tiên, Cục An ninh chuyên thực hiện công tác phản gián, truy tố quân sự và kiểm tra tình báo, và nhiệm vụ chính là giám sát hoạt động quân sự và bất đồng chính kiến trong Quân đội Nhân dân Triều Tiên. Cục An ninh thu hút sự chú ý của Kim Nhật Thành khi ông ta nắm được tin tức về các cuộc đảo chính quân sự năm 1956 và 1968 rồi cho thanh trừng Kim Chang-bong và Ho Bong-hak. Kết quả là, Cục An ninh trở nên độc lập với Cơ quan An ninh Quốc gia (nay là Cục An ninh Quốc gia) và trở thành Cơ quan An ninh Chính trị có chức năng phản công độc lập. Năm 1970, Cơ quan An ninh Chính trị đổi tên thành Cơ quan An ninh Quốc gia rồi đến năm 1996 lại được nâng cấp lên thành Cục An ninh Quốc gia.
Nhà lãnh đạo tổ chức này từ cuối thập niên 1960 đến giữa thập niên 1970 là Thae Byong-ryol, thế hệ cách mạng đầu tiên (sau này giữ chức vụ Tư lệnh Chiến tranh Triều Tiên và Nhà tưởng niệm Giải phóng Triều Tiên). Cho đến giữa thập niên 1980, Đại tướng Han Young-ok (88 tuổi, cựu Ủy viên trưởng Ủy ban Quân sự Quốc gia) tiếp nhận chức vụ này, và sau đến lượt Trung tướng Nam Nam-sun, Đại úy Won Woong-hee (cựu sĩ quan chính trị Không quân và Bộ Tư lệnh Phòng không) từ năm 1989 đến nay, là chỉ huy Bộ tư lệnh An ninh Quân đội. Bộ Tư lệnh An ninh Quân đội vẫn trực thuộc Cục An ninh Quốc gia cho đến năm 1995, nhưng vào tháng 12 năm đó, bộ này tiếp nhận lực lượng biên phòng thuộc Cục An ninh Quốc gia rồi tiến hành mở rộng và tổ chức lại thành Bộ Tư lệnh An ninh Quân đội như hiện nay.

## Tư lệnh
- Won Ung-hui – 1992–2003
- Kim Won-hong – 2003–2009
- Jo Kyong-chol – 2009–nay